# Linux Unified Key Setup
Linux Unified Key Setup (LUKS) je nástroj pro šifrování pevných disků vytvořený Clemensem Fruhwirthem v roce 2004 a původně určený pro Linux.
Zatímco většina softwaru pro šifrování disků implementuje různé nekompatibilní a nezdokumentované formáty, LUKS implementuje standardní formát, který je na platformě nezávislý. To usnadňuje kompatibilitu mezi různými programy a také zajišťuje, že všichni implementují správu hesel bezpečným a dokumentovaným způsobem.
Nástroj používá tzv. „master key“, který je náhodně vygenerovaný a nám neznámý. Známé však jsou uživatelské klíče, které lze libovolně vytvářet, měnit a odstraňovat. Maximální počet takto uložených klíčů je 8.
LUKS je de facto nadstavba nástroje cryptsetup, který využívá dm-crypt, nativní součást linuxového jádra pro šifrování. Popřípadě lze využít alternativních knihoven jako Libgcrypt, Nette, Network Security Services nebo OpenSSL.
LUKS používá šestici bajtů L, U, K, S, 0xBA, 0xBE jako tzv. „magickou konstantu“ v hlavičce kontejneru.
Implementuje tzv. „antiforenzní stripy“, strukturu umožňující rozložení zašifrovaného klíče napříč několika sektory na disku.
V roce 2017 používalo LUKS 2,5-5 % uživatelů distribucí Debian a Ubuntu.
Od roku 2009 se údržbě a dalšímu vývoji věnuje Milan Brož, který společně s Ondřejem Kozinou vytvořil nový standard pojmenovaný LUKS2, který je zpětně kompatibilní a opravuje prvotní chyby při návrhu původního standardu.